# Ив Бонфоа
Ив Бонфоа̀ (на френски: Yves Bonnefoy) е френски поет, критик и преводач.

## Биография
Роден е на 24 юни 1923 година в Тур в семейството на работник и учителка. Учи в Университета на Поатие и Парижкия университет. Публикува първата си стихосбирка през 1953 година и през следващите десетилетия се налага като един от водещите френски поети. Превежда на френски пиесите на Уилям Шекспир, преподава в различни френски и чуждестранни университети.
Ив Бонфоа умира на 1 юли 2016 година в Париж.